# Ricardo Menéndez Salmón
Ricardo Menéndez Salmón (Gijón, 1971) é um escritor espanhol.

## Carreira literária
Licenciado em Filosofia pela Universidade de Oviedo, escreve nos diários ABC e A Nova Espanha, e colabora nas revistas Mercurio e Tempo. Foi director literário das KRK Edições.
Ganhou o Prêmio da Crítica das Astúrias de Narrativa pelo livro Los caballos azules, o Prêmio Juan Rulfo do ano 2003 atribuído pela Rádio França Internacional e o Instituto de México em Paris pelo relato Los caballos azules, e o Casino de Mieres de Novela por La noche feroz.
O seu romance La ofensa (2007), considerada pelo Jornal da Catalunha, pelo diário El Mundo e pela revista Qué Leer um dos dez melhores livros de 2007, recebeu o Prêmio Qwerty da Barcelona Televisión de revelação do ano e o Prêmio Livraria Sintagma para o melhor romance de 2007, além de ser considerado pela revista Quimera como a melhor obra de narrativa publicada em 2007.
Por sua vez, Derrube (2008) foi escolhido pelo diário El País como o melhor romance em espanhol publicado em 2008 por um autor com menos de quarenta anos e recebeu o Prémio da Crítica das Astúrias para o melhor romance publicado nesse ano.
Em 2009 recebeu o Prémio da Crítica da Feira do Livro de Bilbau em reconhecimento pela trilogia composta por La ofensa, Derrube e O corrector. Em 2010 a sua obra Asturias para Vera (Viaje sentimental de un padre escritor) obteve o V Prêmio Llanes de Viagens; nesse mesmo ano o seu romance La luz es más antigua que el amor mereceu o Prêmio Cálamo «Outra mirada». O seu décimo romance, Niños en el tiempo, recebeu o V Prémio Las Américas concedido pelo Festival da Palavra de Porto Rico, que reconhece o melhor romance iberoamericano publicado em 2014. A 9 de fevereiro de 2016 o romance El Sistema obteve o Prémio Biblioteca Breve.
Foi writer in residence da Bogliasco Foundation e Prémio de Excelência Artística do Governo de Baviera na Internationales Künstlerhaus Villa Concordia de Bamberg. A sua obra está traduzida em alemão, catalão, francês, holandês, italiano, português e turco.

## Obras

### Romances
- La filosofía en invierno, KRK Ediciones, Oviedo, 1999 (reeditada en 2007).
- Panóptico, KRK Ediciones, Oviedo, 2001.
- Los arrebatados, Ediciones Trea, Gijón, 2003.
- La noche feroz, KRK Ediciones, Oviedo, 2006 (reeditada en 2011 por Seix Barral).
- La ofensa, Seix Barral, Barcelona, 2007.
- Derrumbe, Seix Barral, Barcelona, 2008.
- El corrector, Seix Barral, Barcelona, 2009.
- La luz es más antigua que el amor, Seix Barral, Barcelona, 2010.
- Medusa, Seix Barral, Barcelona, 2012.
- Niños en el tiempo, Seix Barral, Barcelona, 2014.
- El Sistema, Seix Barral, Barcelona, 2016.

### Relatos
- Os desposeídos, Consejería de Cultura do Principado de Astúrias, Prêmio Astúrias Jovem de Narrativa, Oviedo, 1997.
- Os cavalos azuis, epílogo de Juan Carlos Gea, Edições Trea, Gijón, 2005.
- Gritar, Língua de Trapo, Madri, 2007 (reeditado em 2012).
- Os cavalos azuis, Edições Alfabia, Barcelona, 2009.
- Participou em Nocturnario (2016), um livro colectivo com collages de Ángel Olgoso no que 101 escritores hispanoamericanos contribuíram um texto para acompanhar a cada uma das imagens.[1]

### Ensaio
- Travesías del mal: Conrad, Celine, Bolaño, Papeles del Aula Magna de la Universidad de Oviedo, Oviedo, 2007.
- Consolación de la literatura, Círculo Cultural de Valdediós, Oviedo, 2008.
- «Wallace Stegner: la vida es terrible y maravillosa», prólogo a En lugar seguro, de Wallace Stegner, Libros del Asteroide, Barcelona, 2008.
- «Cuatro deslumbramientos», prólogo a Cuatro cuentos, de Edgar Allan Poe, KRK Ediciones, Oviedo, 2009.
- «Conmemoración de la hez», prólogo a Coches abandonados (Chevy blues), de Javier Maqua, KRK Ediciones, Oviedo, 2009.
- «El lugar de la epifanía», prólogo a Mitologías de invierno. El emperador de Occidente, de Pierre Michon, Ediciones Alfabia, Barcelona, 2009.
- Asturias para Vera (Viaje sentimental de un padre escritor), Imagine Ediciones, Madrid, 2010.
- «Espiritual y bondadoso», prólogo a Tres tormentas de nieve, de Aleksandr Pushkin, Lev Tolstói y Antón Chéjov, El Aleph Editores y El Taller de Mario Muchnik, Barcelona, 2011.
- «La raya del pelo de Frau Porges», prólogo a Los mutilados, de Hermann Ungar, BackList, Barcelona, 2012.
- «Los dignos», prólogo a Monasterio negro, de Aladár Kuncz, KRK Ediciones, Oviedo, 2012.
- «La tumba sin sosiego», prólogo a Novienvre, de Luis Rodríguez, KRK Ediciones, Oviedo, 2013.

### Poesia
- La soledad del grumete, Ayuntamiento de Oviedo, Oviedo, 1998.
- Konstantino Kavafis vierte lágrimas arcádicas, Cuadernos del Bandolero, Gijón, 2001.

### Teatro
- Las apologías de Sócrates, Consejería de Cultura del Principado de Asturias, Premio Asturias Joven de Textos Teatrales, Oviedo, 1999.

### Traduções
La filosofía en invierno
- La philosophie en hiver (francês), Éditions Jacqueline Chambon, París, 2011. Traducción de Delphine Valentin.

Gritar
- Gridare (italiano), Marcos y Marcos, Milán, 2009. Traducción de Claudia Tarolo.

La ofensa
- L'ofensa (catalão), Coluna, Barcelona, 2007. Tradução de Josep Alemany.
- L'offesa (italiano), Marcos e Marcos, Milão, 2008. Tradução de Claudia Tarolo.
- A ofensa (português), Porto Editora, Porto, 2009. Tradução de Helena Pitta.
- L'offense (francês), Actes Sud, Arles, 2009. Tradução de Aleksandar Grujicic e Elisabeth Beyer.
- De schending (holandês), Wereldbibliotheek, Ámsterdam, 2010. Tradução de Bart Peperkamp.

Derrumbe
- Derrocada (português), Porto Editora, Porto, 2010. Tradução de Helena Pitta.
- Instorten (holandês), Wereldbibliotheek, Ámsterdam, 2011. Tradução de Bart Peperkamp.
- Derrube (italiano), Marcos e Marcos, Milão, 2012. Tradução de Claudia Tarolo.
- Débâcle (francês), Éditions Jacqueline Chambon, Paris, 2015. Tradução de Jean-Marie Saint-Lu.

El corrector
- Ou revisor (português), Porto Editora, Porto, 2011. Tradução de Helena Pitta.
- Il correttore (italiano), Marcos e Marcos, Milão, 2011. Tradução de Claudia Tarolo.
- Lhe correcteur (francês), Éditions Jacqueline Chambon, Paris, 2011. Tradução de Delphine Valentin.
- De corrector (holandês), Wereldbibliotheek, Ámsterdam, 2013. Tradução de Bart Peperkamp.

La luz es más antigua que el amor
- A lumière est plus ancienne que l'amour (francês), Éditions Jacqueline Chambon, Paris, 2012. Tradução de Delphine Valentin.
- Işık aşktan daha eskidir (turco), Ithaki. Estambul, 2012. Tradução de Pinar Aslan.
- A luz é mais antiga que ou amor (português), Assírio & Alvim, Lisboa, 2013. Tradução de Helena Pitta.
- Luze-a è più antica dell'amore (italiano), Marcos e Marcos, Milão, 2014. Tradução de Claudia Tarolo.

Medusa
- Medusa (francês), Éditions Jacqueline Chambon, Paris, 2013. Tradução de Jean-Marie Saint-Lu.
- Medusa (alemão), Klaus Wagenbach Verlag, Berlim, 2014. Tradução de Carsten Regling.

Niños en el tiempo
- Bambini nel tempo (italiano), Marcos e Marcos, Milão, 2015. Tradução de Claudia Tarolo.
- Enfants dans lhe temps (francês), Éditions Jacqueline Chambon, Paris, 2016. Tradução de Jean-Marie Saint-Lu.